# Jaume Bover Pujol
Jaume Bover Pujol (Vosges, 1945 - Palma, 1 d'octubre de 2023) va ser un pedagog, bibliotecari i escriptor mallorquí.

## Biografia
Fill d'emigrants, originaris d'Andratx, va néixer al departament francès dels Vosges i, durant la joventut, es va traslladar a s'Arracó. Després, va acabar els seus estudis de Magisteri a l'Escola Normal de les Balears i els Pedagogia i de Biblioteconomia i Documentació a la Universitat de Barcelona.
Va començar la carrera professional com a mestre i, posteriorment, com a bibliotecari de la Biblioteca Bartomeu March Servera. Va ser també bibliògraf de l'Institut Català de Bibliografia (dependent de la Generalitat de Catalunya), director dels Cursos per a Bibliotecaris a Palma durant deu anys i bibliotecari de la Biblioteca Nacional d'Espanya. Membre del Cos Facultatiu d'Arxivers, Bibliotecaris i Arqueòlegs (1986), va ser destinat a la Biblioteca Espanyola de Tànger (el Marroc), de la qual va ser director (1986-2008) i que va donar lloc a l'Institut Cervantes Juan Goytisolo.
És un gran aficionat a la gastronomia i confiteria, i que és col·leccionista de llibres de cuina.

## Publicacions
Bover va ser un escriptor prolífic, que va tractar diversos camps, entre els quals: la història de la falconeria de Mallorca, la florística funerària, els jueus mallorquins de la diàspora, els incunables de l'Illa o la cuina mallorquina.

## Homenatges
L'Associació de Bibliotecaris, Arxivers i Documentalistes de les Illes Balears (ABADIB) va homenatjar Jaume Bover, reinaugurant la biblioteca municipal d'Andratx, a la qual va donar el seu nom (juny de 2013). L'acte va coincidir amb el LXXX aniversari de la biblioteca d'Andratx.
El Club de Falconeria de les Illes Balears i l'Ajuntament d'Andratx van organitzar un altre acte d'homenatge a Bover (8 de maig de 2018).